# Beépített tűzvédelmi berendezés
A beépített tűzvédelmi berendezés olyan épületgépészeti eszköz, amelynek feladata a tűz keletkezésének megakadályozása a keletkezett tűz jelzése, terjedésének megakadályozása, a tűz oltása, vagy az oltás segítése.

## Fajtái
- Tűzjelző berendezések

–Füstérzékelők:
–Hőérzékelők
- Tűzoltó berendezések

–Száraz tűzivíz vezetékek (oltóanyag eljuttatásának biztosítása, nehezen megközelíthető zárt, vagy magas helyre)
–Automatikus vizes oltóberendezések (pl. mennyezeti esőztető)
–Anyagspecifikus oltóberendezések (főleg ipari alkalmazásoknál, speciális oltási feladatokra)
- Segédberendezések

–Automatikus átjáró-nyitók (az oltási hely megközelítésének lehetővé tételére)
–Csapóajtók (tűz továbbterjedésének megakadályozására)
–Szellőzők (füstgáz eltávolítás)